# Noël Corbu
Pour les articles homonymes, voir Corbu (homonymie).
Noël Pierre André Corbu est un entrepreneur et écrivain français né le 27 avril 1912 et décédé le 20 mai 1968, à l'âge de 56 ans. Il est principalement connu en qualité d'ancien restaurateur français ayant exercé au village de Rennes-le-Château dans les années 1950 et les années 1960. Durant cette période, cet homme a fait circuler l'histoire très romancée de l'abbé Bérenger Saunière, ancien prêtre de la paroisse qui aurait découvert un « trésor » dans son église à la fin du XIXe siècle.
En janvier 1956, le journal local de la région de Toulouse et de Carcassonne, La Dépêche du Midi publie une interview du restaurateur Noël Corbu dans lequel il déclare que l'abbé Saunière aurait découvert, dans son église de Rennes-le-Château, le trésor de Blanche de Castille, reine de France, épouse de Louis VIII et régent pour le futur roi Louis IX dit Saint Louis, ainsi que de « mystérieux parchemins ».
C'est en grande partie à la suite de ses déclarations, vraisemblablement données pour des raisons purement commerciales, que la célèbre affaire du trésor de Rennes-le-Château fut lancée à travers les médias locaux puis nationaux, entraînant par la suite de nombreuses hypothèses, légendes et autres mystifications ayant pour conséquences directes et indirectes la publication de multitudes de livres d'histoire alternative ou  pseudohistoire, de chroniques et autres essais, mais aussi de diffusions de reportages télévisés en France et au Royaume-Uni et même d'un film de fiction.

## Biographie

### Avant Rennes-le-Château
Noël Corbu est né à Paris, de parents appartenant à la petite bourgeoisie. Il a passé toute son enfance et son adolescence au Maroc, alors sous protectorat français. De retour en France après la mort d'un de ses frères, il s'est installé dans un mas situé à la sortie de Perpignan. Le 21 janvier 1935, il se marie à Henriette Coll à Perpignan, jeune femme originaire de la région,. Peu de temps avant la Seconde Guerre mondiale, Noël Corbu crée une fabrique de pâtes, mais à la Libération, la famille Corbu composée des deux parents et de leurs deux enfants doit quitter Perpignan et partent pour la petite région montagneuse des Corbières située dans le département de l' Aude.
C'est, probablement, durant l'année 1945, alors qu'ils sont en simple promenade dans le secteur de Rennes-le-Château que celui-ci et son épouse font connaissance avec Marie Dénarnaud, l'ancienne bonne et servante, mais également l'héritière, de l'abbé Bérenger Saunière, ancien curé de la paroisse, décédé en 1917.

### Installation à Rennes-le-Château

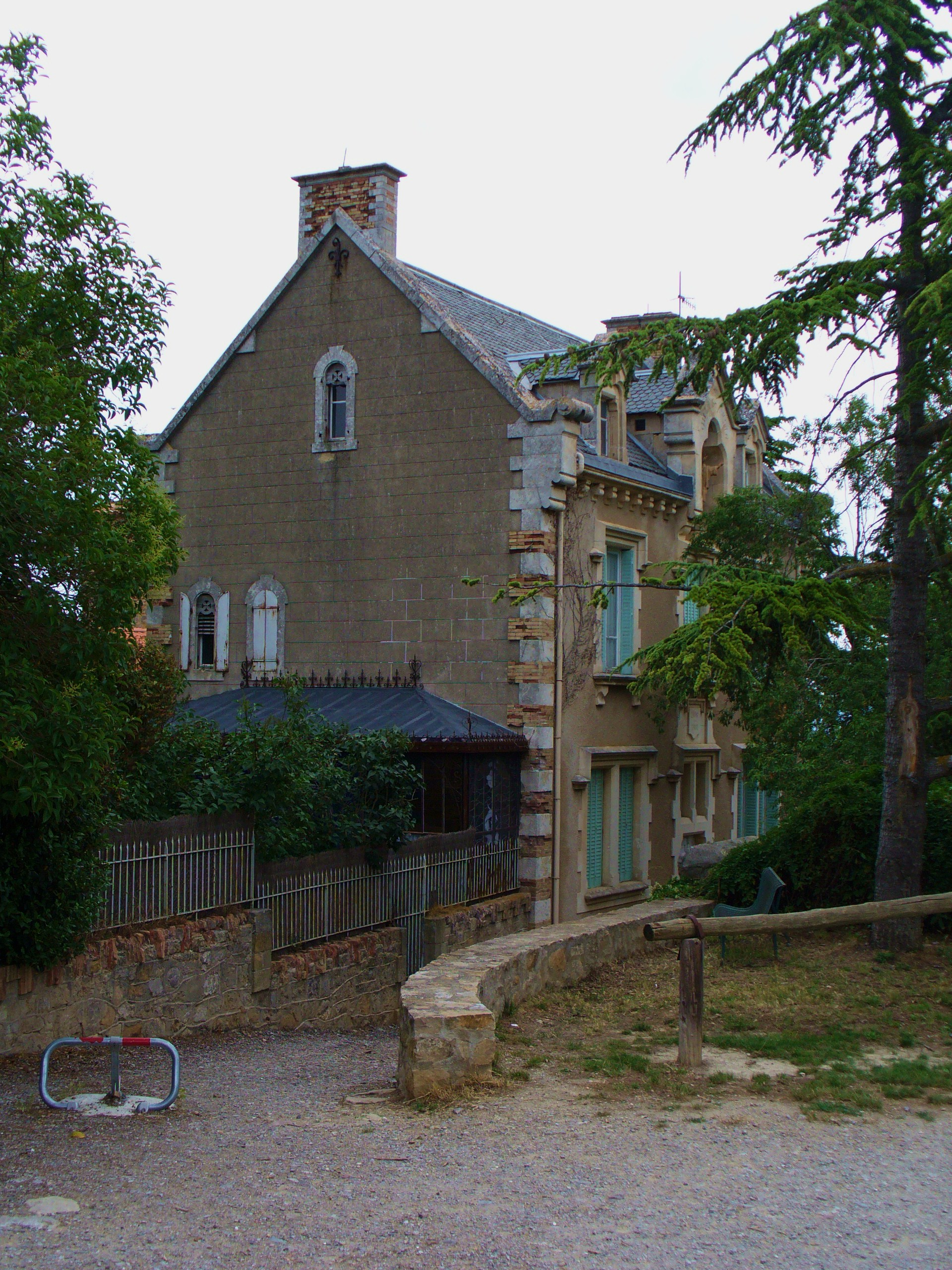
L'actuelle Villa Béthanie, ancien hôtel-restaurant de la Tour géré par Noël Corbu entre 1953 et 1968 et transformée, aujourd'hui, en musée.

En 1950, à la suite de son retour dans la région après un passage éclair au Maroc où l'homme d'affaires tenta, sans succès, de créer une nouvelle entreprise, la famille s'installe définitivement  à Rennes-le-Château, dans la villa Béthanie, ancienne résidence de l'abbé Saunière, aux côtés de Mademoiselle Dénarnaud. Celle-ci avait fini, d'ailleurs, par faire de Noël Corbu son légataire universel.
À la mort de l'ancienne servante survenue en janvier 1953, l'homme devient donc l'unique propriétaire de la villa et de son domaine, qu'il transforme rapidement en hôtel-restaurant baptisé « hôtel de la tour », en référence à la tour Magdala qui fait partie de ce domaine.

### L'affaire «publicitaire» de Rennes-le-Château
Le secteur de Rennes-le Château étant situé en dehors des grandes voies de circulation, le nouveau propriétaire se rend rapidement compte que sa petite entreprise de restauration risque de péricliter (Noël Corbu a déjà connu la faillite). Se basant sur des légendes déjà anciennes[réf. nécessaire], le restaurateur en herbe crée de toutes pièces le mythe du « curé aux milliards » en transformant son auberge en petit mémorial dédié à l'ancien curé et à sa supposée richesse que Corbu présente comme étant d'origine mystérieuse, action qui finit par attirer les journalistes de presse écrite, puis même de télévision.
Noël Corbu décide de rendre publiquement célèbre la légende de l'enrichissement de l'abbé Saunière par l'intermédiaire du journaliste Albert Salomon. Ce dernier publie trois articles dans son quotidien La Dépêche du Midi les 12, 13 et 14 janvier 1956, titrés « La fabuleuse découverte du curé aux milliards. M. Noël Corbu connaît-il la cachette du trésor de l'abbé Saunière qui s'élève à 50 milliards ? » ; le troisième article contient une interview de Noël Corbu, qui explique de façon affirmative (mais sans le prouver) que l'abbé aurait découvert, par hasard, un trésor enfoui en 1249 sous son église par Blanche de Castille pour mettre à l'abri la cassette royale de l'avidité de vassaux opprimés, alors que le roi était parti en croisade.
À la suite de la parution de cet article paru dans la presse locale et partiellement repris par la presse nationale, la télévision française (la RTF Télévision), en 1961, finit par s'intéresser au « mystère » en diffusant, sur son unique chaîne de télévision, un reportage tourné sous une forme ludique et dénommé « La roue tourne » dans laquelle Noël Corbu apparaîtra, déguisé en abbé.
Toute cette publicité médiatique voulue par le restaurateur finit par attirer l'attention du dessinateur Pierre Plantard, initiateur d'une association créée en 1956 à Saint-Julien-en-Genevois, en Haute-Savoie, dénommée « Prieuré de Sion »  et qui vient effectuer quelques fouilles à Rennes-le-Château au début des années 1960 ainsi que de rendre visite à Noël Corbu dans son auberge. Dès lors, le mythe de Rennes-le-Château prend une autre tournure, basée cette fois-ci sur une pseudo énigme historique liée à la descendance des rois mérovingiens qui auraient trouvé refuge dans l'ancienne cité de Rennes-le-Château, sans que quiconque ne soit capable d'émettre la moindre preuve historique détaillée, mais qui attire de nombreux curieux et passionnés d'ésotérisme.
Cette seconde mystification, pour laquelle Noël Corbu n’est que le complice involontaire, entraîne la publication de plus de 800 ouvrages et autres articles de fond, de valeurs très inégales, sans compter les nombreux sites internet consacrés à cette affaire, mais aussi des reportages, des téléfilms et des films de fiction, dont le célèbre Da Vinci Code, tiré du best-seller de l'écrivain américain Dan Brown qui se basent tous et toutes sur l'histoire devenue mythique de l'abbé Saunière et de sa fameuse « découverte », dévoilée, sinon fantasmée par le patron d'un modeste hôtel restaurant de Rennes-le-Château en 1956.

### Départ de Rennes-le-Château et décès
En 1962, le journaliste Robert Charroux, spécialiste de thèses pseudo-scientifiques et pseudo-historiques, publie un livre dénommé « Trésors du monde » consacrant une partie de cet ouvrage sur sa chasse au trésor de Rennes-le-Château, attirant par la même occasion, encore plus de chercheurs. En 1965, Noël Corbu décide de vendre son domaine à un de ces passionnés de l'affaire du trésor et il décède dans un accident de voiture survenu dans la nuit du 20 mai 1968 entre Carcassonne et Montpellier.

## Œuvre littéraire
Noël Corbu fut l'auteur d'un unique livre, un roman policier, intitulé « Le mort cambrioleur », édité par l'imprimerie du Midi à Perpignan, publié en 1943.